# أدب فيكتوري

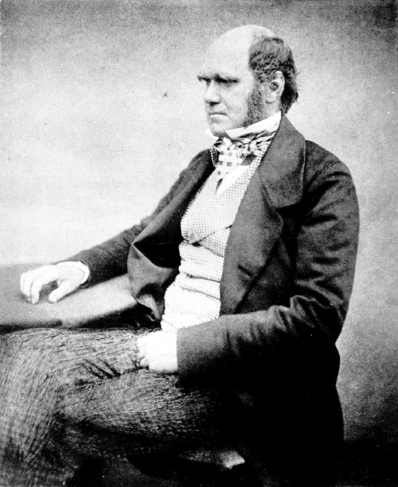
عمل تشارلز داروين بشأن أصل الأنواع أثر في المجتمع وطريقة تفكيره خلال العصر الفكتوري، وما زال له تاثير حتى الآن.

تعد ثقافة الادب الفكتوري هي أفضل العصور في تاريخ بريطانيا من حيث الاقتصاد والتوسع والسياسة والادب والفكر.

## تمهيد
أصبحت الملكة فكتوريا ملكة بريطانيا عام 1837م واستمر حكمها، الذي يعتبر الأطول في تاريخ إنجلترا، حتى عام 1901م وتعرف هذه الفترة بالعصر الفكتوري.
شهد العصر الفكتوري تغيّرًا عظيمًا في الاقتصاد والاجتماع والسياسة، حيث وصلت الإمبراطورية البريطانية إلى أوج عظمتها لتغطي حوالي ربع الكرة الأرضية. توسعت التجارة والصناعة بسرعة، وقطعت السكك الحديدية والأقنية المائية البلاد طولاً وعرضًا. وتَقدَّم العلمُ والتكنولوجيا، وكبر حجم الطبقة المتوسطة بشكل هائل. أخذ عدد المثقفين يزداد في الخمسينيات من القرن التاسع عشر الميلادي. إضافة إلى ذلك قدمت الحكومة إصلاحات ديمقراطية، فسمحت، على سبيل المثال، لعدد أكبر من الناس بالتصويت.

## معلومات عامة
بالرغم من رخاء العصر الفكتوري، إلا أن عمال المصانع والمزارع كانوا يعيشون في فقر مدقع. وهذا ما دعا بنجامين ديزرائيلي، وكان من أشهر رؤساء وزراء هذه الفترة، إلى وصف إنجلترا ببلد الأمَّتين، واحدة غنية والثانية فقيرة. كما ظهرت في النصف الثاني من القرن التاسع عشر بعض النظريات العلمية التي بدت وكأنها تتحدى التعاليم الدينية. وأكثر هذه النظريات مثارًا للجدل نظرية النشوء والارتقاء التي قال بها عالم الأحياء تشارلز داروين. قال داروين في كتاب أصل الأنواع (1859م) بأن كل كائن حي قد ارتقى من كائن آخر قبله. بناء عليه بدا وكأن داروين يناقض قصة الإنجيل عن الخلق، وهو ـ أيضًا ـ يخالف ماورد في القرآن الكريم عن خلق الإنسان.
تناول كتّاب العصر الفكتوري التباين بين غنى الطبقتين المتوسطة والعليا وحالة الطبقة الفقيرة المُزرية؛ كما بدأوا في تحليل ضعف الإيمان بالقيم التقليدية في أواخر القرن التاسع عشر الميلادي.
أوليفر تويست رواية من روائع تشارلز ديكنر وقد هاجم فيها الظلم الاجتماعي في العهد الفيكتوري. يعكس هذا المشهد أوليفر وهو يستجدي رئيس دار الأيتام كي يعطيه مزيدًا من الطعام.
الأدب الفكتوري المبكر. يتضمن هذا الأدب بعض أشهر الروايات التي كُتبت في الأدب الإنجليزي. كتب معظم روائيي هذه الفترة أعمالاً طويلة تتضمن شخصيات متنوعة. وفي الكثير من الحالات، ضمَّن المؤلفون حوادث حقيقية في قصصهم.
تشتهر روايات تشارلز ديكنز بشخوصها الغنية والغريبة الأطوار في بعض الأحيان. ففي روايتي أوليفر تويست (1837-1839 م) وديفيد كوبرفيلد (1849- 1850م) يصف ديكنز حياة أطفال حولتها قسوة الكبار وغباؤهم إلى جحيم. وصوّر ديكِنز الجانب المظلم للحياة في العصر الفكتوري في المنزل الكئيب (1852- 1853م). إذ انتقد في هذه الرواية المحاكم ورجال الدين وإهمال الفقراء.
ألف وليم ميكبيس ثاكاري رائعة الفن القصصي الفكتوري المسماة دار الغرور (1847-1848م). تتابع القصة حياة العديد من الأشخاص في المجتمع الإنجليزي من مطلع القرن التاسع عشر في مراحل متنوعة من فترة ما قبل العصر الفكتوري.
تحتوي روايات الأخوات الثلاث لعائلة برونتي وهن إميلي وتشارلوت وآن على العديد من العناصر الرومانسية. وهذه الروايات مشهورة بسبب تصويرها حياة شخصيات معذبة نفسيًا على وجه الخصوص. ويعتبر النقاد رواية إميلي برونتي مرتفعات وذرنج(1847 م) ورواية شارلوت برونتي جين إير (1847 م) من أعظم الأعمال الروائية في العصر الفكتوري.
ألف العديد من الكتاب أعمالاً غير قصصية تناولت مساوئ العصر حسب اعتقادهم. مثالاً على ذلك، هاجم توماس كارلايل الطمع والرياء الذي رآه في مجتمعه في كتاب سارتور ريسارتوس (1833-1834 م). وبحث جون ستيوارت مل العلاقة بين المجتمع والفرد في مقالته المطولة عن الحرية (1859م).

## الأدب الفيكتوري اللاحق
ظهر في أواخر القرن التاسع عشر أسلوب متشائم في الكثير من أفضل الأعمال الشعرية والنثرية الفكتورية، فقد بحث اللورد تنيسون مشاكل عصره الدينية والفكرية في قصيدته الطويلة للذكرى (1850 م). وعبّر ماثيو آرنولد عن شكِّه في الحياة الحديثة في قصائد قصيرة مثل الغجري ـ العالم (1853 م) وشاطئ دوفر (1867 م). أما أكثر إنجازات أرنولد الأدبية شهرة فهي مقالاته النقدية عن الحضارة والأدب والدين والمجتمع. وقد جمع العديد من هذه المقالات في كتاب الحضارة والفوضى (1869 م).
كان روبرت براونينج واحدًا من أبرز الشعراء الفكتوريين. وقد وضع نماذج دراسة ناجحة للشخصية أطلق عليها اسم المنولوج المسرحي. تسرد القصة في هذه القصائد شخصية خيالية. أشهر أعمال براونينج عمله المسمى الخاتم والكتاب (1868-1869 م). وقد بنى القصيدة على قصة اغتيال حدثت في إيطاليا عام 1698 م. يتكلم عن القضية في القصيدة اثنتا عشرة شخصية، كل من وجهة نظره الخاصة. وكانت زوجته واسمها إليزابيث باريت براونينج شاعرة أيضًا، ألفت سوناتات متتالية عن الحب مهداة إلى زوجها تدعى سوناتات من البرتغالية (1850 م).
كتب جيرارد مانلي هوبكنز أشعارًا دينية تجريبية لم تنشر حتى عام 1918 م، بعد ثلاثين عامًا من وفاته تقريبًا. تميز شعره بأسلوب سماه الإيقاع المتوثب حاول فيه محاكاة الحديث الطبيعي. رغم أنه ملأه صورًا غنية ومزيجًا غريبًا من الكلمات. وتعتبر السوناتات العسيرة (1885 م) نموذجًا ممثلاً لأعماله.
كان في مقدمة الروائيين الفكتوريين في هذه الفترة جورج إليوت (الاسم المستعار لماري آن إيفانز)، وجورج مرديث، وتوماس هاردي. تتناول قصص إليوت مشاكل عصرها الاجتماعية والأخلاقية. وتعتبر رائعتها ميدل مارش (1871-1872 م) أفضل أعمالها. وتتميز روايات مرديث وأعماله الشعرية بقدرتها على تناول الشَّخصيات بطريقة نفسية ذكية. تتضمن أهم أعماله روايات محنة ريتشارد فيفاريل (1859 م) والأناني (1879 م) والسوناتات المتتالية الحب الحديث (1862 م). وسيطرت روايات هاردي على الأدب الإنجليزي في نهاية القرن التاسع عشر الميلادي. كتب هاردي قصصًا واقعية ينهزم فيها الأشخاص أمام الأزمات. لقد استخدم مناظر خيالية من منطقة وسكس لتساعده على تهيئة ذلك الجو التأملي الذي تتميز به رواياته مثل عمدة كاستربريدج (1886 م) وجود الغامض (1895 م). وكان هاردي شاعرًا موهوبًا أيضًا.
بُعثت المسرحية من جديد في نهاية العصر الفكتوري تقريبًا، إذ لم يكن هناك مسرحيات مهمة في إنجلترا منذ أواخر القرن الثامن عشر إلى نهاية القرن التاسع عشر الميلاديين. غير أنه في بداية القرن العشرين، استطاع عدد من كتاب المسرحية بعث الحياة في المسرح الإنجليزي بإنتاج ملاهٍ ذكية ومسرحيات واقعية عن مشاكل العصر الاجتماعية.
استرجع أوسكار وايلد عهد الكوميديا الأخلاقية المتألقة في فترة عودة الملكية بتأليفه مسرحية مروحة الليدي ويندرميرر (1892 م) الزوج المثالي (1895 م). وكتب جورج برنارد شو مسرحيات ذكية؛ غير أنه كان مهتمًا بالدرجة الأولى بالكشف عن العيوب التي رآها في المجتمع. تتضمن أفضل أعماله التي أنتجها في نهاية القرن التاسع عشر الرجل والسلاح (1894 م) وكانديدا (1895 م). وكتب السير آرثر وينج باينيرو عددًا من الكوميديات والميلودراما. لكنه بنى شهرته على مسرحيته السيدة تانكري الثانية (1893 م) ومسرحيات اجتماعية أخرى.